# Scudo francese antico
Lo scudo francese antico, detto anche scudo triangolare o scudo gotico per indicare alcune varianti particolari, è quello più antico in quanto risale al XII secolo.
I due bordi laterali possono essere rettilinei (nello scudo triangolare), costituiti da un arco di cerchio (nello scudo gotico) o costituiti da un segmento verticale che si prolunga con un arco di cerchio (nello scudo francese antico propriamente detto).
|                                                                                                 |                                                                               |
| Costruzione dello scudo francese per il regolamento della Consulta Araldica del Regno d'Italia. | Costruzione dello scudo appuntato per il regolamento della Consulta Araldica. |